# لوتر (فیلم ۲۰۰۳)
لوتر (به انگلیسی: Luther) یک فیلم زندگینامه‌ای آمریکایی محصول سال ۲۰۰۳ دربارهٔ مارتین لوتر، کشیش متجدد قرن ۱۶ ام است. در این فیلم جوزف فینز، ایفاگر نقش لوتر می‌باشد.

## بازیگران
- جوزف فینز در نقش مارتین لوتر
- آلفرد مولینا در نقش جان تتزل
- جاناتان فیرث در نقش گیرولامو آلندر
- کلیر کاکس در نقش کاترینا فون بورا در نقش همسر مارتین
- پیتر اوستینوف در نقش فردریک سوم
- برونو گانتس در نقش جاون فون استوپیتز
- اووه اوخسنکنشت در نقش لئون دهم
- متیو کریر در نقش کاردینال کاجتان
- بنیامین زادلر در نقش جورج اسپالاتین
- یوخن هورست در نقش آندرآس کارلستالدت
- توربن لیبرشت در نقش کارل پنجم
- ماریا سایمون در نقش هانا
- لارس رودولف در نقش فیلیپ ملانشتن
- مارکو هوفشنایدر در نقش اولریش ورنر